# Partido Socialista de Serbia
El Partido Socialista de Serbia o SPS (en serbio: Socijalistička partija Srbije, cirílico: Социјалистичка Партија Србије) es un partido político de Serbia, de ideología socialdemócrata, fundado en 1990.

## Historia
Fue fundado el 17 de julio de 1990 por Slobodan Milošević, como una fusión de su partido, la Liga de los Comunistas de la República Socialista de Serbia (sección serbia de la Liga de los Comunistas de Yugoslavia), y la Alianza Socialista del Pueblo Obrero de Serbia (la rama serbia de la Alianza Socialista del Pueblo Obrero de Yugoslavia), dirigido por Radmila Andjelković.
El SPS ganó las primeras elecciones en Serbia con 194 de los 250 escaños, y el 46,1% de los votos. A partir de 1992 gobernó el país en coalición con otros partidos (inicialmente con el Partido Radical Serbio, y desde 1993 con el Partido Nueva Democracia). 
Con el desplome electoral de Milošević en las elecciones del 2000, el SPS se convirtió en una parte de la oposición. En las elecciones parlamentarias de 2003, el partido obtuvo el 7,6% del voto popular y 22 de los 250 escaños en la Asamblea Nacional. En las elecciones presidenciales de 2004, su candidato, Ivica Dačić, bajó al quinto puesto con 3,6% de los votos.
En las elecciones parlamentarias de 2007 el SPS consiguió 16 escaños con 227.580 votos (el 5,64%). Se formó un grupo parlamentario único, con Dačić como presidente y Žarko Obradović como vicepresidente. Ganó 14 escaños, entregando uno a su nuevo socio, el Movimiento de Veteranos de Serbia de Borka Vučić, que se convirtió en portavoz del grupo. 
En las elecciones parlamentarias de 2008, el SPS y el Partido de los Pensionistas Unidos de Serbia (PUPS) fortalecieron sus vínculos mediante la formación de una coalición, en la que también se incluyeron Serbia Unida y el Movimiento de Veteranos. La coalición obtuvo 23 escaños de la asamblea, con 313.896 votos, el 7,58% de los mismos. El SPS y sus socios de coalición se aliaron con la coalición Por una Serbia Europea y formaron el nuevo gobierno de la nación, encabezado por Boris Tadić, del Partido Demócrata.
En las elecciones parlamentarias de 2016, el SPS formó una coalición con Jedinstvena Srbija (Serbia Unida) y su líder Dragan Marković, además de formaciones ecologistas y comunistas. La coalición obtuvo 334.333 votos, correspondiendo al 10,78% del total y 32 escaños en la Asamblea Nacional, pasando 20 de éstos al control directo de los socialistas serbios.
En las elecciones parlamentarias de 2020, el SPS reeditó su coalición con Serbia Unida. La coalición obtuvo 334333 votos, correspondiendo al 10.38% del total de votos y 32 escaños en la Asamblea Nacional.

## Imagen del SPS
El SPS ha sido víctima desde su creación de los devaneos de su fundador, Slobodan Milošević. Inicialmente, el partido hizo suya la igualdad de todos los pueblos de Yugoslavia y de las minorías étnicas en el principio de plena igualdad. Sin embargo, el respaldo del partido de la estrategia represiva contra el separatismo albanés en Kosovo y las acusaciones de belicismo cuestionaron el compromiso oficial del partido con la igualdad, además de que el liderazgo autoritario de Milošević cuestionó también su carácter democrático.
Precisamente, el SPS consiguió sus mejores resultados electorales con su alianza con el Partido Radical Serbio de Vojislav Šešelj, involucrándose en la causa antialbanesa durante la Guerra de Kosovo. Durante todas las Guerras Yugoslavas, el SPS ha defendido siempre a las minorías serbias involucradas en los conflictos.
Todos estos sucesos han llevado al SPS a un aislamiento internacional, situación que en los últimos tiempos sus dirigentes han intentado cambiar, solicitando su adhesión a la Internacional Socialista. En mayo de 2008, Ivica Dačić viajó a Atenas para reunirse con su presidente, Yorgos Papandreu. Durante esta reunión, Papandreu dijo que la Internacional Socialista estaba dispuesta a iniciar el proceso de adhesión del SPS. Sin embargo aún hay cierta oposición dentro de la Internacional Socialista, especialmente por parte del Partido Socialdemócrata de Bosnia y Herzegovina.
Tras el bombardeo de la OTAN sobre Yugoslavia en 1999 y la derrota electoral de Milošević en el año 2000, el partido ha tomado posiciones más moderadas en las cuales rechaza el nacionalismo étnico y  ha adoptado tanto el europeísmo como la cooperación con países occidentales.

## Presidentes
| # | Nombre (Nacimiento-muerte)     | Nombre (Nacimiento-muerte) | Inicio del período    | Término del período                       |
| - | ------------------------------ | -------------------------- | --------------------- | ----------------------------------------- |
| 1 | Slobodan Milošević (1941-2006) |                            | 17 de julio de 1990   | 24 de mayo de 1991                        |
| 2 | Borisav Jović (1928-2021)      |                            | 24 de mayo de 1991    | 24 de octubre de 1992                     |
| 3 | Slobodan Milošević (1941-2006) |                            | 24 de octubre de 1992 | 11 de marzo de 2006 (fallece en el cargo) |
| 4 | Ivica Dačić (1966-)            |                            | 11 de marzo de 2006   | En el cargo                               |

## Resultados electorales

### Elecciones parlamentarias
| Elecciones | Cabeza de lista    | # de votos | %      | Escaños | Estatus           | Notas                     |
| ---------- | ------------------ | ---------- | ------ | ------- | ----------------- | ------------------------- |
| 1990       | Slobodan Milošević | 2.320.587  | 46,09% | 194/250 | Gobierno          | Supermayoría              |
| 1992       | Slobodan Milošević | 1.359.086  | 28,77% | 101/250 | Gobierno          |                           |
| 1993       | Slobodan Milošević | 1.576.287  | 36,65% | 123/250 | Gobierno          |                           |
| 1997       | Slobodan Milošević | 1.418.036  | 34,26% | 85/250  | Gobierno          | Coalición con JUL y ND    |
| 2000       | Slobodan Milošević | 515.845    | 13,76% | 37/250  | Oposición         |                           |
| 2003       | Ivica Dačić        | 291.341    | 7,62%  | 22/250  | Apoya al gobierno |                           |
| 2007       | Ivica Dačić        | 227.580    | 5,64%  | 16/250  | Oposición         |                           |
| 2008       | Ivica Dačić        | 313.896    | 7,58%  | 12/250  | Gobierno          | Coalición con PUPS y JS   |
| 2012       | Ivica Dačić        | 567.689    | 14,51% | 25/250  | Gobierno          | Coalición con PUPS y JS   |
| 2014       | Ivica Dačić        | 484.607    | 13,49% | 25/250  | Gobierno          | Coalición con PUPS y JS   |
| 2016       | Ivica Dačić        | 413.770    | 10,95% | 20/250  | Gobierno          | Coalición con JS, ZS y KP |
| 2020       | Ivica Dačić        | 334.333    | 10,78% | 22/250  | Gobierno          | Coalición con JS, KP y ZS |
| 2022       | Ivica Dačić        | 435.266    | 11,44% | 23/250  | Gobierno          | Coalición con JS y ZS     |